# Israel i olympiska sommarspelen 1972
Israel deltog i de olympiska sommarspelen 1972 med en trupp bestående av 14 deltagare. Ingen av landets deltagare erövrade någon medalj. Deltagandet präglades av Münchenmassakern.

## Friidrott
- Esther Shakhamorov-Rot
- Shaul Ladany

## Tyngdlyftning
- David Mark Berger
- Ze'ev Friedman
- Yossef Romano